# USS LST-1067

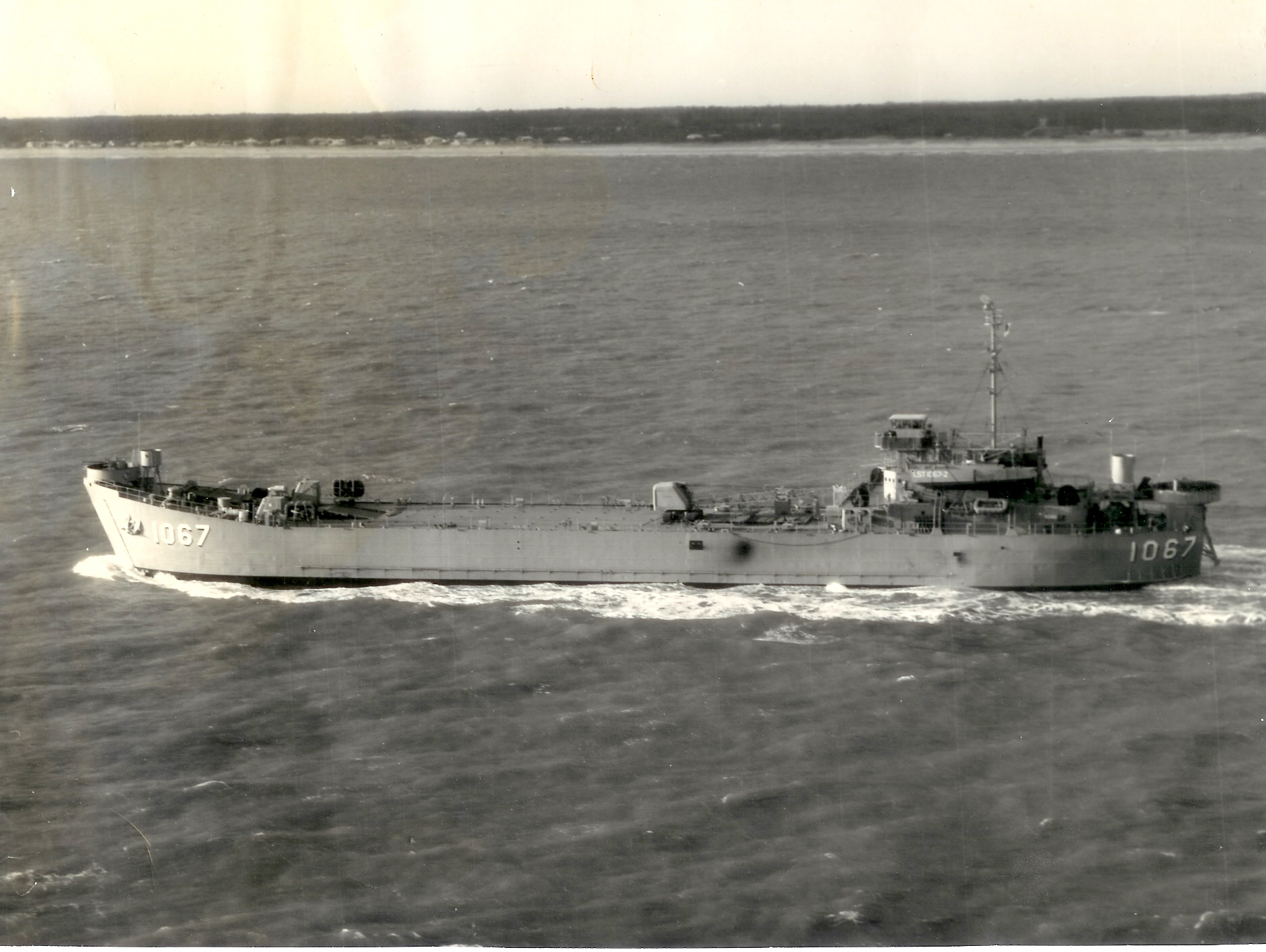
USS LST-1067

O USS LST-1067 foi um navio de guerra norte-americano da classe LST que operou durante a Segunda Guerra Mundial.